# Kaarina Suonio

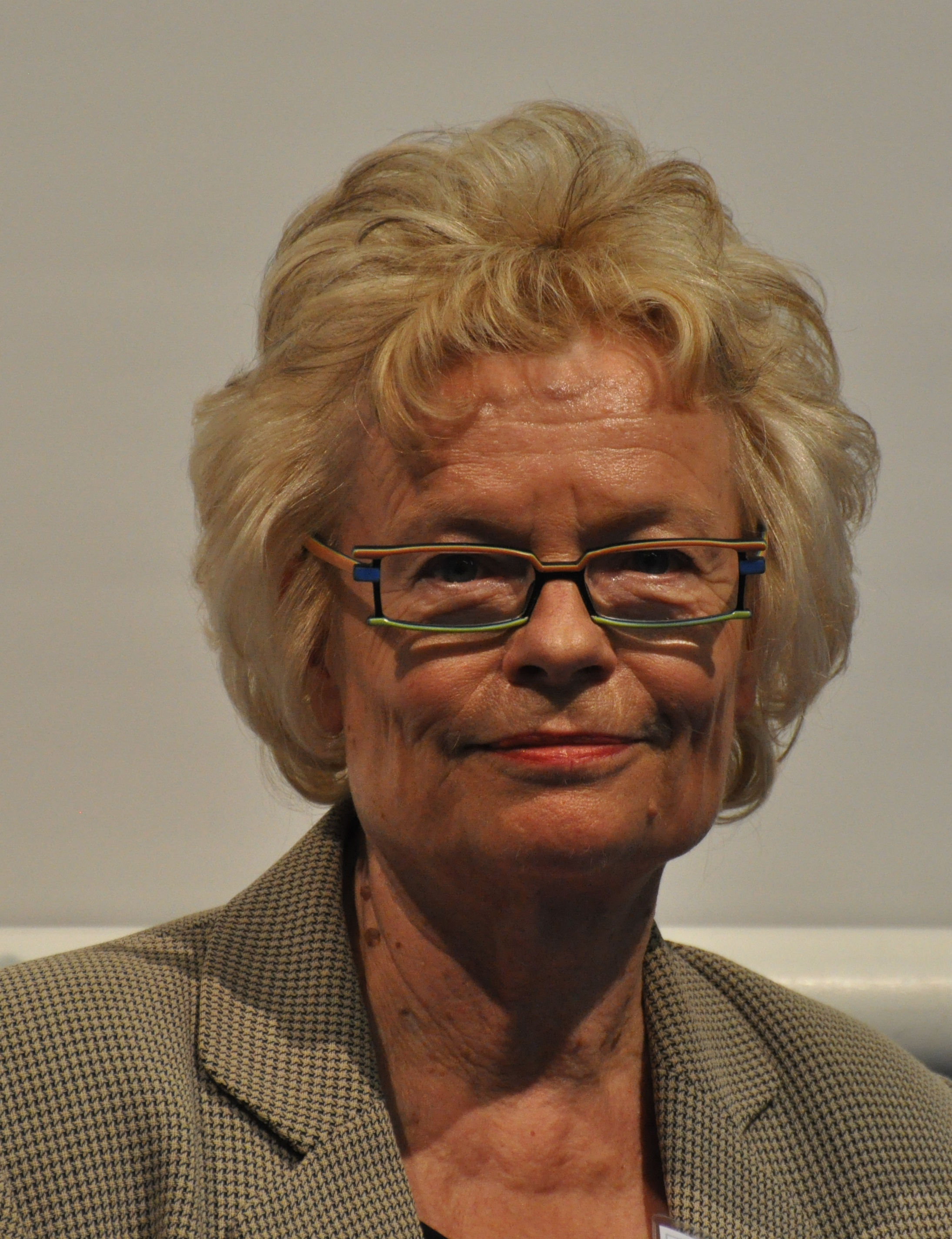
Kaarina Suonio.

Kaarina Elisabet Suonio, född 7 februari 1941 i Helsingfors, är en finländsk politiker och ämbetsman. 
Suonio blev filosofie magister 1964 och juris kandidat 1978. Hon var psykolog vid Institutet för arbetshygien 1963–1971 och tjänsteman vid justitieministeriet 1971–1975. Hon var representant för socialdemokraterna i Finlands riksdag 1975–1986 och var kulturminister 1982–1983 samt undervisningsminister 1983–1986. Hon blev biträdande stadsdirektör i Tammerfors 1986 och var landshövding i Tavastehus län 1994–1997 samt chef för Tammerforshuset 1997–2004.

## Utmärkelser
- Kommendörstecknet av Finlands Lejons orden[1]
- Kommendör av Arts et Lettres-orden[1]

[Redigera Wikidata]